# Hörverlust

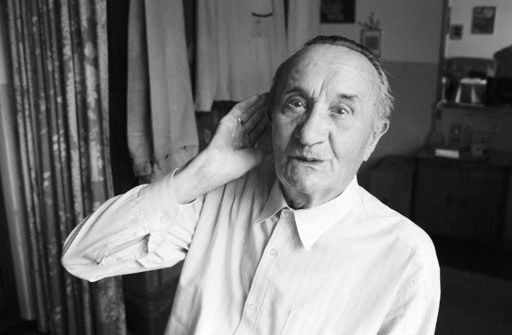
Ein älterer Mensch legt die Hand als Schalltrichter an sein Ohr

Unter Hörverlust (Hypakusis, auch Hypoakusis) versteht man einen teilweisen oder vollständigen Verlust des Hörvermögens. Die Ausprägung der Störung kann von leichter Schwerhörigkeit bis zur Gehörlosigkeit reichen und vielfältige Ursachen haben. Nach einer Untersuchung 2017 sind in Deutschland etwa 16 % der erwachsenen Gesamtbevölkerung (18 Jahre und älter) nach der Klassifikation der Weltgesundheitsorganisation schwerhörig. Naturgemäß steigt der Anteil Schwerhöriger mit zunehmendem Alter.
Eine Schwerhörigkeit kann ihre Ursache im gesamten Bereich der Hörorgane haben. Dazu zählen das Außenohr mit der Ohrmuschel und dem Gehörgang, das Mittelohr, die Hörschnecke, weiter der Hörnerv und die Hörbahn bis zur Hörrinde im Gehirn. Je nach Sitz der Ursache werden eine Schallleitungsschwerhörigkeit (abgekürzt SLS) bei Störung im Außen- und Mittelohr, eine Schallempfindungsschwerhörigkeit (SES oder IOS für Innenohrschwerhörigkeit) bei Störung in der Hörschnecke, eine neurale Schwerhörigkeit (bei Störungen des Hörnerven) und für den Bereich der Hörbahn im Gehirn eine zentrale Schwerhörigkeit unterschieden. Als Kombinierte Schwerhörigkeit wird die Kombination von SLS und IOS bezeichnet.

## Schallleitungsschwerhörigkeit

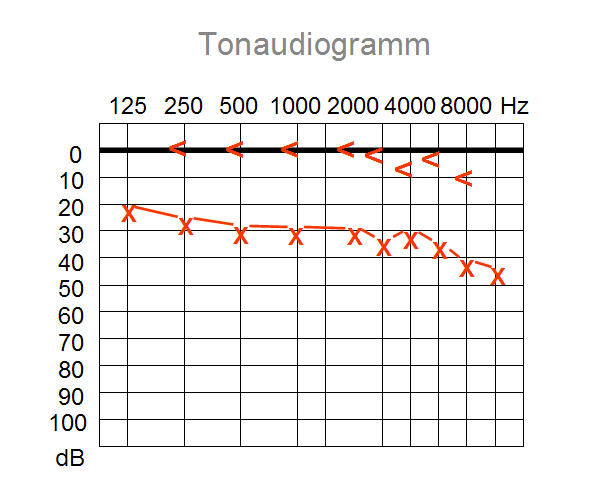
Schallleitungsschwerhörigkeit im Tonaudiogramm des rechten Ohres.
<: Knochenleitung
X: Luftleitung
Die Differenz zwischen Luftleitungs- und Knochenleitungsaudiogramm ist typisch für eine Schallleitungsschwerhörigkeit

Die Schallleitungsschwerhörigkeit  (Synonym: Schallleitungsstörung, Mittelohrschwerhörigkeit) bezeichnet jene Form der Schwerhörigkeit, die durch eine Störung der Schallübertragung im äußeren Ohrbereich oder im Mittelohr zustande kommt.

### Diagnose
Der otoskopische Befund gibt bei einer Schallleitungsschwerhörigkeit meistens Hinweise auf die Ursache der Schwerhörigkeit, vor allem in Form von krankhaften Veränderungen oder Verletzungen des Trommelfells. Bei einer einseitigen Schallleitungsschwerhörigkeit wird beim Weber-Test in das schwerhörige Ohr lateralisiert, der Rinne-Versuch ist negativ. Im Tonaudiogramm erkennt man die Schallleitungsstörung daran, dass die Luftleitungshörschwelle bei höheren Dezibel-Werten liegt als die Knochenleitungshörschwelle, dass also der Ton über Luftleitung (Kopfhörer) schlechter gehört wird als über Knochenleitung.
Im Sprachaudiogramm findet sich eine Parallelverschiebung der Kurven für das Zahlen- und Wörterverständnis zu höheren Dezibel-Werten, bei entsprechend höheren Lautstärken wird aber ein 100%iges Wörterverständnis erreicht.
Mit der Tympanometrie lassen sich Aussagen über Inhalt und Druckverhältnisse des Mittelohres gewinnen.
Die Stapediusreflex-Messung lässt Rückschlüsse auf die Beweglichkeit der Gehörknöchelchenkette zu.
Bildgebende Verfahren, insbesondere die Computertomografie, geben Hinweise auf den Inhalt des Mittelohres und auf allfällige knöcherne Veränderungen.

### Ursachen
Mögliche Ursachen sind:
- Ohrmuschelfehlbildung
- Fehlbildungen des Gehörgangs
- Ohrenschmalzpfropf (Cerumen obturans), Fremdkörper im Gehörgang, Gehörgangsentzündung (Otitis externa)
- Tubenverschluss, Tubenkatarrh
- Mittelohr-Erguss (Paukenerguss)
- Narbenzüge im Mittelohr durch Entzündungen
- Verwerfungen der Gehörknöchelchenkette durch Verletzungen (Schädelbruch)
- Entzündung (Myringitis), Lochbildung (Perforation) oder Einreißen (Ruptur) des Trommelfells
- Otosklerose
- Mittelohrentzündung, Cholesteatom
- Knalltrauma

### Therapie
Grundsätzlich bietet eine Schallleitungsschwerhörigkeit gute Behandlungsmöglichkeiten.
Pfropfbildendes Ohrenschmalz und Fremdkörper werden mechanisch, häufig durch Spülung entfernt.
Entzündungen des Gehörganges werden nach Reinigung lokal mit antibiotischen Tropfen behandelt.
Der akute Tubenkatarrh und der akute Paukenerguss heilen meistens spontan mit dem viralen Infekt der oberen Luftwege aus, unterstützend werden abschwellende Nasentropfen gegeben. Nur selten ist eine Punktion des Mittelohres oder eine Parazentese erforderlich.
Der chronische Mittelohrkatarrh (Seromucotympanon) erfordert häufig eine Entfernung der vergrößerten Rachenmandel („Polypen“, „Wucherungen“) durch eine Adenotomie. Gleichzeitig wird meistens eine Parazentese durchgeführt. Bei Persistieren der Erkrankung erfolgt eine zwangsweise Belüftung des Mittelohres durch Einsetzen eines Paukenröhrchens (Paukendrain) in das Trommelfell.
Folgen von Verletzungen wie vor allem Unterbrechungen der Gehörknöchelchenkette können durch eine Operation (Tympanoplastik) gebessert oder behoben werden.
Bei der Otosklerose kann durch eine Operation (Stapesplastik) der fixierte Steigbügel zum Teil entfernt oder die Fußplatte perforiert werden und die Funktion des Steigbügels durch eine Prothese z. B. aus Titan oder Platin ersetzt werden.
Ein großes operatives Feld ist die Behandlung der chronischen Mittelohrentzündung und des Cholesteatoms. Hier steht zwar im Vordergrund die Sanierung der Erkrankung, allenfalls auch durch eine Radikaloperation, es wird aber in der Regel versucht im Sinne einer Tympanoplastik das Hörvermögen wieder zu verbessern.
Sollte sich eine Schallleitungsschwerhörigkeit nicht ursächlich behandeln lassen (z. B. nach Anlage einer Radikalhöhle), so ist das Tragen eines Hörgeräts angezeigt. Bei reinen Schallleitungsschwerhörigkeiten (also bei völlig intakten Innenohr – siehe unten) ist der Behandlungserfolg meist sehr gut. Schallleitungsschwerhörigkeiten liegen für den zur Spracherkennung wichtigen Frequenzbereich selten über 40 dB(A) (siehe nebenstehendes Audiogramm). Die Unbehaglichkeits- und Schmerzschwelle steigt bzw. sinkt (im Audiogramm werden laute Schallereignisse unten angezeigt) entsprechend um den gleichen Wert. Der Hörgeräteakustiker muss hier also lediglich ein Hörgerät auswählen, das über einen großen Frequenzbereich möglichst linear verstärkt. Eine Filterung der Schallsignale (bei Schallempfindungsschwerhörigkeit meist Kompression) ist hier nicht notwendig.
Auch ist eine Schädigung des Innenohrs durch ein zu laut eingestelltes Hörgerät bei reinen Schallleitungsschwerhörigkeiten praktisch ausgeschlossen, da die eingeschränkte Schallleitung des Schallleitungsapparats de facto wie ein Schallschutz wirkt.
Allerdings gilt die gute Prognose für das Tragen eines Hörgeräts nur für die reine Spracherkennung (und damit für die soziale Interaktion). Beim Hören von Musik beispielsweise gibt es Einschränkungen aufgrund der Hörgerätetechnik, die aber meist akzeptiert werden. Ästhetischer Musikgenuss ist aber sicherlich mit Kopfhörer statt Hörgerät besser möglich.

## Schallempfindungsschwerhörigkeit

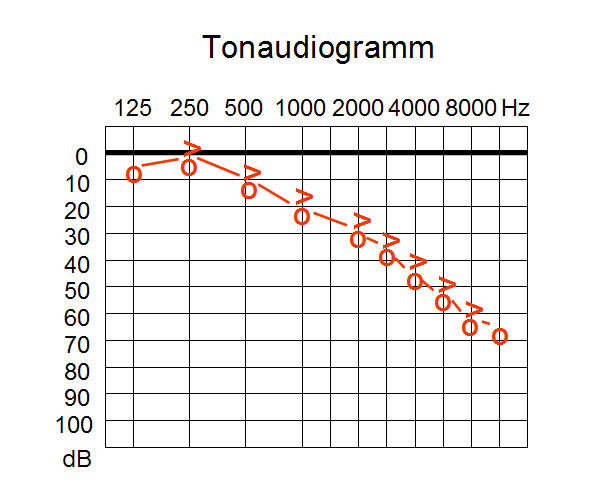
Schallempfindungsschwerhörigkeit im Tonaudiogramm
>: Knochenleitung
O: Luftleitung
Zwischen Luftleitungs- und Knochenleitungsaudiogramm ist praktisch keine Differenz

Schallempfindungsschwerhörigkeit (Synonym: Schallempfindungsstörung) ist die am meisten verbreitete Form der Schwerhörigkeit (> 90 %). Ursachen sind Defekte im Innenohr (Hörschnecke), im zum Gehirn führenden Hörnerv, oder auf der Hörbahn im Gehirn.
Da der Defekt hier auf sensorischer (siehe Rezeptor (Physiologie)) oder neuronaler (siehe Neuron) Ebene liegt, wird hier auch von sensorineuraler Schwerhörigkeit gesprochen (im engl. Sprachraum wird die Schallempfindungsschwerhörigkeit allgemein als sensorineural hearing loss bezeichnet).
Der Begriff Innenohrschwerhörigkeit beschränkt sich streng genommen nur auf Defekte im Innenohr. In der Praxis wird der Begriff aber für alle Schwerhörigkeiten jenseits der Schallleitungsschwerhörigkeit verwendet. Es ist ohnehin diagnostisch schwierig, die genaue Ursache einer Schallempfindungsschwerhörigkeit zu ermitteln. Es bleibt in der Regel auch beim Einsatz modernster Technik, wie beispielsweise Messung von akustisch evozierten Potentialen, bei Verdachtsdiagnosen.

### Diagnose
Gehörgang und Trommelfell sind bei einer reinen Schallempfindungsschwerhörigkeit optisch (Otoskopie) unauffällig.
Eine einseitige Schallempfindungsschwerhörigkeit lässt sich schnell und einfach feststellen durch Stimmgabeltests (Weber-Test und Rinne-Versuch).
Beim Hörtest (Tonaudiogramm) erkennt man die Schallempfindungsstörung daran, dass die normale Schallleitung über die Luft (Luftleitung) und die Schallleitung über die Schädelknochen (Knochenleitung) in gleicher Weise erst bei deutlich höheren Lautstärken (Dezibel-Werten) ansprechen als beim Normalhörenden.
Durch einen Sprachverständlichkeitstest wird die Auswirkung der Schwerhörigkeit auf das Sprachverständnis gemessen.
Durch Messung otoakustischer Emissionen lassen sich Aussagen über die Funktion der (äußeren) Haarzellen im Innenohr machen.
Mit der Hirnstammaudiometrie können durch Messung elektrischer Potentiale aus Innenohr, Hörnerv und Hirnstamm detaillierte Aussagen über diesen Bereich gemacht werden.
Bildgebende Verfahren, insbesondere die Computertomografie und die Magnetresonanztomografie, geben Hinweise auf Veränderungen von Hörschnecke, innerem Gehörgang mit dem Hörnerven und Hirnstamm.

### Ursachen
- Angeborene oder frühkindlich erworbene Schwerhörigkeit

(Sammelbegriff für Schwerhörigkeiten, die durch genetische Defekte, Infektionen im Mutterleib, Schädigung während der Geburt, oder im frühen Kindesalter – meistens durch eine Virusinfektion wie Mumps – erworben sind und deren zeitliches Auftreten oft nicht näher bestimmt werden kann)
- Alterungsprozesse (Presbyakusis)
- Komplikationen bei Mittelohrentzündung
- Infektionskrankheiten (z. B. Tuberkulose, Typhus, Zoster, Mumps, Meningitis, Masern)
- Für das Innenohr schädliche Substanzen (ototoxische Substanzen) in manchen  Medikamenten oder Chemikalien
- Akutes und chronisches Schalltrauma, insbesondere Lärmschwerhörigkeit
- Schädel-Hirn-Trauma
- Tumoren (z. B. Akustikusneurinom)
- akute, meist vorübergehende Schwerhörigkeit (Hörsturz)
- Menièresche Krankheit

Infektionen während der Schwangerschaft können bei Neugeborenen zu Hörstörungen bzw. Taubheit führen. Hierzu zählen insbesondere Röteln, Zytomegalie und Syphilis.
Bei den genetisch bedingten Schwerhörigkeiten unterscheidet man solche, die regelmäßig mit bestimmten anderen Schäden zusammen auftreten (Syndrome), von solchen, bei denen die Schwerhörigkeit isoliert auftritt, entweder von Geburt an oder erst später im Laufe des Lebens.
Zu den Syndromen mit Schwerhörigkeit als Teil der Störungen zählen insbesondere das Usher-Syndrom (Retinitis pigmentosa), Alport-Syndrom, Pendred-Syndrom und das Waardenburg-Syndrom (Erbkrankheit mit Taubheit und Pigmentanomalien in der Haut, den Haaren und den Augen), Forney-Robinson-Pascoe-Syndrom oder Chitty-Hall-Baraitser-Syndrom. Insgesamt sind weit über 100 Syndrome bekannt, die mit Hörstörungen einhergehen.
Bei den isoliert auftretenden Hörstörungen kommen verschiedene Arten der Vererbung vor, nämlich autosomal-dominante, autosomal-rezessive und X-chromosomale. Daneben existieren auch einzelne mitochondriale Formen. Die zugehörigen Gene kodieren meistens für Zytoskelett-Proteine des Innenohres, steuern den Energiehaushalt oder beeinflussen die lokale Verteilung von Ionen im Innenohr.

### Therapie
Eine Schallempfindungsschwerhörigkeit lässt sich meistens weder medikamentös noch operativ beeinflussen (Details s. bei den einzelnen Erkrankungen). Bei entzündungsbedingten Innenohrschäden kann u. U. eine sofortige antibiotische Behandlung oder Operation zumindest ein Fortschreiten der Schädigung verhindern.
Der Funktionsverlust kann jedoch teilweise mit gutem Erfolg durch Anpassung eines Hörgerätes ausgeglichen werden. Ist dies nicht einsetzbar, kann möglicherweise ein Cochleaimplantat (CI, englisch Cochlear implant) oder ein aktives Mittelohrimplantat eine Hörleistung wiederherstellen oder verbessern.
Implantate
- Aktives Mittelohrimplantat: Das teilimplantierte oder vollimplantierte System nimmt über ein Mikrophon Signale wahr und wandelt dies in Vibrationen um, die direkt an die Gehörknöchelchen abgegeben werden.
- Cochleaimplantat: Das vom Mikrophon aufgenommene Signal wird von einem Sprachprozessor verarbeitet und dann direkt durch eine Elektrode an den Hörnerven übertragen.
- Hirnstammimplantat: Das Signal wird direkt an Hirnstrukturen weitergegeben.

## Kombinierte Schwerhörigkeit

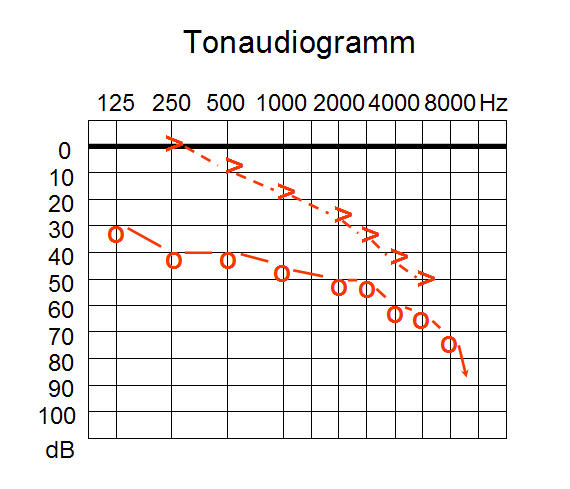
Kombinierte Schwerhörigkeit im Tonaudiogramm

Besteht neben einer Schallleitungsstörung zusätzlich eine Schallempfindungsstörung, addieren sich die Hörverluste der beiden Schwerhörigkeitsformen, man spricht von einer „kombinierten Schwerhörigkeit“.

### Diagnose
Im Vordergrund der Diagnose steht das Tonaudiogramm. Eine weiterführende Diagnostik der Einzelkomponenten (Schallleitungsschwerhörigkeit, Schallempfindungsschwerhörigkeit) kann wie bei diesen erfolgen.

### Ursachen
- Chronische Mittelohrentzündung
- Unabhängige Ursachen für Schallleitungs- und Schallempfindungsschwerhörigkeit
- Otosklerose bei Mitbeteiligung des Innenohres

## Quantitative Beurteilung
Bei der Einteilung zu einem Grad der Schwerhörigkeit muss zwischen einer medizinischen und versorgungsrechtlichen Betrachtungsweise streng unterschieden werden. Während für medizinische Fragestellungen meist das Tonaudiogramm herangezogen wird, beziehen sich andere Einteilungen (u. a. für den Grad der Behinderung) mehr auf die sozial wichtigere Einschränkung der Kommunikation durch Erfassen des Sprachaudiogramms.
Die World Health Organization hat eine rein auf Größenbereiche der physikalischen Messwerte der Hörschwellen basierende Klassifizierung in 5 Stufen mit „keine“, „leichte“, „mittlere“, „schwere“ und „sehr schwere“ Hörverluste aufgestellt, die in ähnlicher Weise und mit teils variierenden Messwert-Größen auch von anderen Organisationen und Betroffenen-Verbänden aufgenommen werden.
Für die Einordnung nach dem Schwerbehindertenrecht der Sozialgesetzgebung wird ein „Grad der Behinderung“ amtsärztlich festgelegt, wobei weitere vorliegende Körperbehinderungen mit einbezogen werden können. Diese Zuordnung lässt sich daher nicht eindeutig mit einer definierten Schwelle der in einem Audiogramm festgestellten Hörminderung zur Deckung bringen.

### Beurteilung nach Hörweitenprüfung
Ursprünglich wurde der Grad der Schwerhörigkeit nach der Hörweite für Zahlwörter bestimmt, die noch heutige gültige Einteilung stammt von Mittermaier (1952). Die verwendeten Ausdrücke sind streng definiert und können daher nicht nach Belieben verändert werden.

### Beurteilung nach Sprachaudiogramm
Nach Entwicklung der Freiburger Sprachaudiometrie (Hahlbrock, 1957) wurde bald diese Methode die Grundlage zur Feststellung des Hörverlustes (H.G. Boenninghaus und D. Röser, 1958 und 1973), der nun in Prozent ausgedrückt werden konnte. Die Boenninghaus-Röser-Tabellen sind auch Grundlage für die Berechnung des prozentualen Hörverlustes nach dem sog. gewichteten Gesamtwortverstehen (Feldmann). Es handelt sich also bei der Feststellung des prozentualen Hörverlustes um eine sehr komplexe Bewertung. Ein Gleichsetzen des Hörverlustes in Dezibel aus dem Tonaudiogramm mit dem prozentualen Hörverlust ist nicht zulässig.
Nach Schweregrad ist folgende Unterteilung üblich, der prozentuale Hörverlust bezieht sich auf das einzelne Ohr:
| Grad der Schwerhörigkeit nach dem Sprachaudiogramm  | Hörverlust |
| --------------------------------------------------- | ---------- |
| geringgradige Schwerhörigkeit                       | 20–40 %    |
| mittelgradige Schwerhörigkeit                       | 40–60 %    |
| hochgradige Schwerhörigkeit                         | 60–80 %    |
| Resthörigkeit/an Taubheit grenzende Schwerhörigkeit | 80–95 %    |
| Taubheit                                            | 100 %      |

Die prozentualen Hörverluste beider Ohren werden zur Beurteilung des Grades der Behinderung (GdB) oder der Minderung der Erwerbsfähigkeit (MdE) herangezogen.

### Beurteilung nach Reintonaudiogramm
Obwohl das Reintonaudiogramm vorwiegend diagnostisch eingesetzt wird, kann es auch zur Beurteilung des Grades einer Schwerhörigkeit herangezogen werden. Für jedes Ohr wird dafür auf den verschiedenen Schallfrequenzen der Schalldruckpegel der Hörschwelle in Dezibel (dB) (engl. hearing level), d. h. in Bezug zur Norm-Hörschwelle durchschnittlicher Normalhörender, ermittelt und aufgezeichnet. Die Hörschwelle besagt, um wie viel Dezibel die Tonlautstärke erhöht werden muss, damit der Ton gehört werden kann. Diese Methode findet vor allem in der Hörgeräteakustik Verwendung zur Auswahl und Anpassung von Hörgeräten.
Zur Einteilung des Ausmaßes des Hörverlustes verwendet die WHO seit dem Jahre 2021 die folgende Klassifikation auf Basis der audiometrischen Messung der Hörschwellen auf dem besseren Ohr. Solche Einteilungen haben unvermeidlich eine gewisse Willkür (siehe Kampis, Seite 56):
| Grad des Hörverlustes | gemittelte Hörschwelle 0.5, 1, 2 und 4 kHz auf dem besseren Ohr |
| --------------------- | --------------------------------------------------------------- |
| Mild                  | 20 bis < 35 dB                                                  |
| Moderat               | 35 bis < 50 dB                                                  |
| Schwer                | 50 bis < 65 dB                                                  |
| Tiefgreifend          | 80 bis < 95 dB                                                  |
| vollständig           | 95 dB oder mehr                                                 |

### Beurteilung zu Arbeitsschutzzwecken
Durch die Norm ISO 1999 wird ein mathematisches Modell genutzt, um den Einfluss von Lärmexpositionen auf die Leistungsfähigkeit des Gehörs zu analysieren, um die Wahrscheinlichkeit eines Hörverlustes zu berechnen. Das Modell liefert dabei nur Ergebnisse für Berufsgruppen ohne außerberufliche Hörminderungen. Die erforderlichen Daten zur erfolgreichen Berechnung sind:
- A-bewertete Lärmexpositionspegel
- Expositonsdauer in Jahren
- Lebensalter in Jahren
- Geschlecht

Die permanente Hörschwellenverschiebung (Permanent Threshold Shift, PTS) setzt sich aus einem altersbegleitenden Anteil (der auch ohne Lärmexposition anzutreffen ist) und einem lärmbedingten Anteil zusammen, der für die Abweichungen hin zu höherer PTS verantwortlich ist.

## Nebenwirkungen
Eine Hörminderung wird oft von anderen Symptomen begleitet:
- Tinnitus
- Lärmempfindlichkeit (Recruitment)
- Schwindel, siehe auch: Gleichgewichtsstörungen bei Schwerhörigkeit
- verminderte Lautsprachkompetenz (In der Regel haben Schwerhörige vollständige Lautsprachkompetenz und können alle geschriebenen und gedruckten Texte lesen und verstehen wie Nicht-Schwerhörige. Es gibt aber auch Hörgeschädigte, die die Laut- und Schriftsprache schlechter verstehen, weil der Betroffene schon vor oder während des Spracherwerbs schwerhörig war. Dies kann durch geeignete Betreuung und Förderung ausgeglichen werden.)

Unter den Risikofaktoren für Demenz gilt der Hörverlust als ein bedeutender vermeidbarer Risikofaktor. Es wird vermutet, dass dies an einem Rückzug Schwerhöriger aus ihrem Sozialleben liege und dass ein geeignetes Hörgerät daher dem Demenzrisiko entgegenwirke.

## Hilfe und Selbsthilfe
- Deutscher Schwerhörigenbund
- Deutsche Hörbehinderten-Selbsthilfe
- Deutscher Gehörlosen-Bund
- Kommunikationshilfe
- Sonos (Verband)
- Welttag des Hörens